# 佛山亭大伯公廟
佛山亭大伯公廟（英語：Fo Shan Teng Tua Pek Kong Temple）是一座位于新加坡乌敏岛的道教古庙，建于清同治八年（1869年）。佛山亭是新加坡三座拥有戏台的庙宇之一（另兩座為梧槽大伯公庙和圆福殿）；大伯公庙的戏台是岛民的联络中心，每逢大伯公诞或中元节等节庆，戏台都就会上演酬神戏。戏台也曾是新加坡举行选举期间岛上举办群众大会的地点，亦充当过岛上已关闭的小学敏江学校的课室。佛山亭的主庙设在临近克坦石场（英語：Ketam Quarry）的石坡上，分庙则立于樟宜尾渡轮码头附近的主街旁。

## 简介
佛山亭曾经香火茂盛，但随着岛民分分搬离，香客大幅度减少。不过最近几年佛山亭理事会成功地把香客引回岛上，特别是在庆祝大伯公千秋期间，会有各类活动让游客参与，包括道教仪式，潮州戏，歌台等。

## 历史
大伯公廟的原址在一座石丘上，后来迁移港口附近。
同治八年（1869年），一批福建南安人为佛山亭进行装修。
2008年，因乌敏岛上的居民逐年减少，庙宇开始允许非乌敏岛原居民加入庙理事会。
2018年，为庆祝大伯公庙成立150周年，庙宇展开了为期一年的重建工程。庙宇花费香油钱和捐款得来的80多万新元重建庙宇和处理白蚁问题，接下来预计还需要至少50万元改善周围环境，并进行例行维修。
2019年5月12日，佛山亭重建完毕重新开放。古庙举办了共12天的庆典活动，并在12日举行了乌敏岛上首场游神活动，从庙宇出发一路到码头再折返庙宇，整个过程大约半小时，参与人数预计超过600人。

## 神明
主神：大伯公
众神：拿督公、虎爷（下坛元帅）、土地公

## 祭祀慶典
主要祭典：
大伯公千秋：农历四月十五
中元节（盂兰盛会）：农历七月十五至七月十六